# V (álbum de Maroon 5)
V (por el número romano 5, en inglés: Five) es el quinto álbum de estudio de la banda estadounidense Maroon 5. El álbum cuenta con el sello discográfico de Interscope y fue lanzado el 2 de septiembre de 2014. Está producido por Max Martin, Benny Blanco, Ryan Tedder, Noel Zancanella, Shellback, Sam Martin, y Noah "Mailbox" Passovoy. En este álbum regresa el tecladista Jesse Carmichael después de su ausencia en Overexposed.

## Lista de canciones
Edición estándar
| N.º | Título                                | Duración |  |
| 1.  | «Maps»                                | 3:10     |  |
| 2.  | «Animals»                             | 3:49     |  |
| 3.  | «It Was Always You»                   | 3:58     |  |
| 4.  | «Unkiss Me»                           | 3:59     |  |
| 5.  | «Sugar»                               | 3:56     |  |
| 6.  | «Leaving California»                  | 3:24     |  |
| 7.  | «In Your Pocket»                      | 3:40     |  |
| 8.  | «New Love»                            | 3:17     |  |
| 9.  | «Coming Back for You»                 | 3:48     |  |
| 10. | «Feelings»                            | 3:14     |  |
| 11. | «My Heart is Open» (Con Gwen Stefani) | 3:58     |  |

| Edición especial |                                                |          |  |
| N.º              | Título                                         | Duración |  |
| 12.              | «This Summer's Gonna Hurt Like a Motherf****r» | 3:44     |  |

| Edición de lujo |                 |          |  |
| N.º             | Título          | Duración |  |
| 13.             | «Shoot Love»    | 3:11     |  |
| 14.             | «Sex and Candy» | 4:26     |  |
| 15.             | «Lost Stars»    | 4:29     |  |

| Edición de lujo con DVD solo para México |                                                |          |  |
| N.º                                      | Título                                         | Duración |  |
| 12.                                      | «This Summer's Gonna Hurt Like a Motherf****r» |          |  |
| 13.                                      | «ShootLove»                                    |          |  |
| 14.                                      | «Sex and Candy»                                |          |  |
| 15.                                      | «Lost Stars»                                   |          |  |

| DVD |                                                |          |  |
| N.º | Título                                         | Duración |  |
| 1.  | «Maps»                                         | 3:28     |  |
| 2.  | «Animals»                                      | 4:41     |  |
| 3.  | «Lost Stars»                                   | 4:35     |  |
| 4.  | «Sugar»                                        | 5:02     |  |
| 5.  | «This Summer's Gonna Hurt Like a Motherf****r» | 5:27     |  |

## Videos musicales

### Confirmados
- Maps
- Animals
- Sugar
- This Summer's Gonna Hurt Like A Motherf****r
- Lost Stars

## Portada del álbum
La portada del álbum de  V  cuenta con un tubo transversal de neón iluminado formado en la forma del número romano cinco, el título del álbum. La pantalla de neón se coloca delante de un paisaje desértico, con montañas en el fondo. El logotipo de Maroon 5 aparece fuera de foco en el fondo como una señal en la ladera de la montaña, similar al cartel de Hollywood.

## Sencillos
- "Maps", canción de apertura del álbum, fue lanzado como el primer sencillo el 16 de junio de 2014.[1] Un teaser de la canción fue subida al Facebook de la banda el 11 de junio de 2014.[2] La canción alcanzó su punto máximo en el número 3 en el Billboard Hot 100[3] y alcanzó el Top 20 en varios países.

- "Animals" fue lanzado como segundo sencillo el 22 de agosto de 2014. Recibió comentarios tanto positivos, como negativos. Los críticos alabaron generalmente la voz de Levine y criticaron el contenido lírico de la canción. El sencillo alcanzó la posición número 3 en Billboard Hot 100 y el Top 10 en varios países.

- "Sugar" fue lanzado el 13 de enero de 2015. Ha sido el sencillo más exitoso del álbum, alcanzando la posición número 2 en el Billboard Hot 100

- "This Summer's Gonna Hurt like a MotherFucker" fue el cuarto sencillo oficial, lanzado el 15 de mayo de 2015. La canción solamente está incluida en una versión especial del álbum.

- "Feelings" fue lanzada el 14 de septiembre de 2015 como el quinto y último sencillo del álbum. El sencillo no logró ingresar al Billboard Hot 100, pero alcanzó el puesto 7 en la lista Bubbling Under Hot 100, su video musical nunca fue lanzando.

### Otras canciones
- "It Was Always You" fue lanzado como sencillo promocional el 29 de julio de 2014.

## Posicionamiento

### Listas
| Listas (2014)                            | Posición |
| ---------------------------------------- | -------- |
| Australia (ARIA)                         | 4        |
| Austria (Ö3 Austria)                     | 10       |
| Bélgica (Ultratop Flandes)               | 7        |
| Bélgica (Ultratop Valonia)               | 12       |
| Canadá (Billboard Canadian Albums)       | 1        |
| República Checa (ČNS IFPI)               | 40       |
| Dinamarca (Hitlisten)                    | 3        |
| Países Bajos (Album Top 100)             | 11       |
| Finlandia (Suomen virallinen lista)      | 6        |
| Francia (SNEP)                           | 5        |
| Alemania (Media Control Charts)          | 6        |
| Hungría (MAHASZ)                         | 12       |
| Indian Albums (IMI)                      | 1        |
| Irlanda (IRMA)                           | 7        |
| Italian Albums (FIMI)                    | 2        |
| Japón (Oricon)                           | 4        |
| Corea del Sur (Circle)                   | 6        |
| Corea del Sur (Gaon)                     | 2        |
| Nueva Zelanda (RMNZ)                     | 11       |
| Noruega (VG‑lista)                       | 4        |
| Polonia (ZPAV)                           | 43       |
| Portugal (AFP)                           | 12       |
| Escocia (Scottish Albums Chart)          | 5        |
| España (Promusicae)                      | 4        |
| Suecia (Sverigetopplistan)               | 5        |
| Suiza (Schweizer Hitparade)              | 2        |
| Taiwanese Albums (G-Music)               | 4        |
| Taiwanese International Albums (G-Music) | 1        |
| Reino Unido (UK Albums Chart)            | 4        |
| Estados Unidos (Billboard 200)           | 1        |
| Estados Unidos (Digital Albums)          | 1        |

### Certificaciones
| País        | Organismo certificador | Certificación | Simbolización | Ventas  | Ref.   |
| ----------- | ---------------------- | ------------- | ------------- | ------- | ------ |
| Australia   | ARIA                   | Oro           | ●             | 35 000  | [ 34 ] |
| Austria     | IFPI                   | Oro           | ●             | 7500    | [ 35 ] |
| Brasil      | ABPD                   | Diamante      |               | 160 000 | [ 36 ] |
| Chile       | IFPI                   | Oro           | ●             | 5000    | [ 37 ] |
| Canadá      | CRIA                   | Platino       | ▲             | 80 000  | [ 38 ] |
| Suecia      | GLF                    | Oro           | ●             | 20 000  | [ 39 ] |
| Reino Unido | BPI                    | Oro           | ●             | 100 000 | [ 40 ] |